# Historia de los videojuegos de rol occidentales
Los videojuegos de rol occidentales son, como indica su nombre, videojuegos de rol desarrollados en Occidente. Se originaron en computadoras centrales de universidades en la década de 1970. A principios y mediados de los 80's se popularizaron títulos como Ultima y Wizardry, que continuaron siendo producidos para computadoras personales modernas y consolas de videojuegos. 
La "Era Dorada" de este género ocurrió entre mediados y finales de los 80's y su popularidad sufrió un declive a mediados de los 90's, ya que los desarrolladores tenían que lidiar con los cambios de hardware y el incremento de los costos de desarrollo. Una serie posterior de juegos de rol isométricos, publicados por Interplay Productions y Blizzard Entertainment, fue desarrollada en un periodo de tiempo más largo y estableció nuevos estándares de calidad. 
Los juegos de rol de computadora (CRPG, Computer Role Playing Games) han ganado popularidad de nuevo. Títulos recientes, como la serie de Mass Effect de BioWare, y la serie de The Elder Scrolls de Bethesda Softworks, han sido creados para consolas de videojuegos y se han lanzado en diversas plataformas, si bien normalmente los videojuegos independientes suelen crearse para computadoras personales (PC). Los desarrolladores de los juegos de rol han experimentado continuamente con varias perspectivas gráficas y estilos de juego, como juegos en tiempo real, y basados en sistemas de cronometraje, perspectiva axonométrica y proyecciones gráficas en primera persona y partidas de uno o varios personajes. Los subgéneros incluyen videojuegos de rol de acción, roguelikes y videojuegos de rol táctico. 

## Primeros juegos de rol americanos para computadora (finales de los 70-mediados de los 80)

### Computadoras Centrales (finales de los 70-principios de los 80)

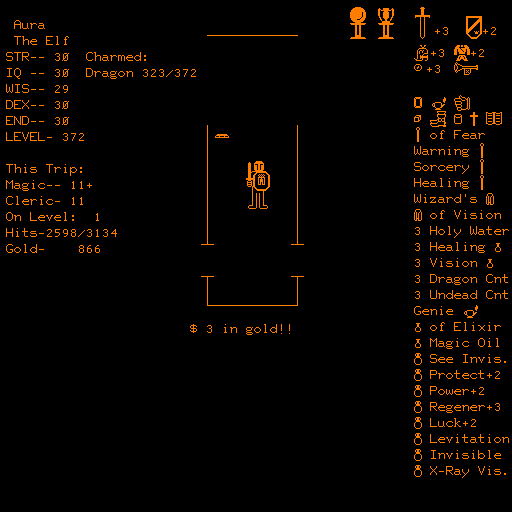
Vista simple de gráficos monocromáticos de dnd en el sistema PLATO

Los primeros videojuegos de rol fueron creados de mediados a finales de la década de 1970, como derivados de las computadoras centrales de universidades de los juegos de rol basados en texto, que eran jugados en PDP-10, PLATO y sistemas basados en Unix. Esto incluía Dungeon, escrito en 1975 y 1976, Pedit5, creado en 1975, y dnd, igual de 1975. Estos primeros juegos fueron inspirados por juegos de rol de pluma y papel, particularmente Dungeons & Dragons, el cual fue publicado en 1974 y la trilogía El Señor de los Anillos de J. R. R. Tolkien. Algunos de los primeros juegos de rol de computadora (CRPG's) después de Pedit5 y dnd incluyeron Orthanac (1978), el cual fue llamado así por la torre de Saruman en El Señor de Los Anillos, Avathar (1979), Oubliette (1977), Moria (1975), Dungeons of Degorath, Baradur, Emprise, bnd, Sorcery y dndworld. Todos estos fueron desarrollados y se volvieron populares en el sistema PLATO durante los finales de los 70, en gran parte debido a la velocidad de PLATO, gráficas veloces y un largo número de jugadores con acceso a su red nacional de terminales. Esto fue seguido por juegos en otras plataformas, como Temple of Apshai, escrito en 1979 para la TRS-80 y seguido por dos complementos; Akalabeth: World of Doom (1980), que dio camino a la bien conocida serie, Ultima; Wizardry (1981) y Sword of Fargoal (1982). Los juegos de esta era también fueron influenciados por aventuras conversacionales como Colosal Cave Aventure (1976) y Zork (1976); los primeros MUDs, juegos de mesa de guerra como Chainmail (1971) y juegos de deportes como Strat-O-Matic.
El popular juego de mazmorras, Rogue, fue desarrollado en 1980 por dos estudiantes en Berkeley para sistemas basados en Unix. Utilizó arte de ASCII y contó con un sistema profundo de jugabilidad y una multitud de objetos y ubicaciones generadas aleatoriamente. Años más tarde, Rogue fue distribuido como un software libre con el sistema operativo BSD y fue seguido por un género completo de roguelikes que fueron inspirados por y emularon las mecánicas originales del juego y por títulos posteriores como Diablo. Ejemplos posteriores de roguelikes incluyen Angband (1990), Ancient Domains of Mystery (1993) y Linley's Dungeon Crawl (1997).
El teclado era frecuentemente la única entrada soportada por estos juegos y sus gráficos eran simples y normalmente monocromáticos. Algunos títulos, como Rogue, representaron objetos a través de caracteres de texto, como el '@' para el personaje principal y 'Z' para zombis. Ningún juego incluía todas las características que se esperan en un moderno CRPG, como la exploración de mazmorras subterráneas, uso de armas y objetos, subir de nivel y completar misiones, pero es posible ver la evolución de estas características durante esta era y la que siguió.

### UltimayWizardry(principios-mediados de los 80)
Los primeros Ultima y Wizardry fueron juegos definitivos que empezaron a construir el género. Aunque fueron adaptados para el uso de mando de una consola, muchas innovaciones de los primeros Ultima—en particular Ultima III: Exodus (1983) por el desarrollador Richard Garriott—se volvieron un estándar entre los RPG's posteriores, tanto en las PC's como en consolas de videojuegos. Estas ideas incluían el uso de gráficos divididos y combates basados en turnos, una mezcla de elementos de fantasía y ciencia ficción. La narrativa escrita del juego era una característica innovadora que permitía transmitir una historia más larga que la que se encontraba en las tramas comunes de ese momento y en donde el jugador tiene gran control en el desarrollo de la historia con decisiones y/o actos con consecuencias en el futuro. La mayoría de los juegos, incluyendo Garriott's own Akalabeth, se concentraban principalmente en mecánicas básicas como el combate y ponía poca atención en la historia y la narrativa.
Garriott introdujo un sistema de caballería y un código de conducta en Ultima IV: Quest of the Avatar (1985) que persistió hasta los últimos Ultimas. El Avatar —personaje encarnado por el jugador— aborda problemas como el fundamentalismo, racismo y xenofobia y basado en sus acciones es puesto a prueba periódicamente en maneras que a veces son obvias y a veces no se ven venir. Este código de conducta fue en parte una respuesta a los esfuerzos entre grupos cristianos de mitigar la popularidad que crecía de Dungeons & Dragons. Continuando hasta Ultima IX: Ascension (1999), cubrió un rango de virtudes que incluían compasión, justicia, humildad y honor. Este sistema de moral y ética era único en ese momento, así como otros videojuegos permitían a los jugadores ser llamados como "héroes" por el juego, sin importar cuáles fuesen las acciones del jugador. En Ultima IV, por otro lado, los jugadores eran forzados a considerar la moral que tenían las consecuencias de sus actos. Según Garriott, Ultima era ahora "más que una mera fantasía de escape. Proveía un mundo con un significado profundo, un nivel de detalle y una diversidad de interacciones, que era rara vez intentado. Pensaba que las personas podrían rechazar completamente este juego porque varias personas solo juegan para matar, matar, matar. Para triunfar en este juego, tendrías que cambiar radicalmente la manera en que alguna vez jugaste un videojuego en el pasado."
Ultima III es considerado por muchos en ser el primer CRPG moderno. Fue publicado originalmente para la Apple II, pero fue importado a muchas otras plataformas e influenció en el desarrollo de títulos posteriores, incluyendo juegos de rol de consolas como Excalibur (1983) y Dragon Quest (1986). La serie impulsó más de una docena de títulos, incluyendo el spin-off de la serie Worlds of Ultima (1990-1991) y Ultima Underworld (1992–1993), y las series de multijugador en línea Ultima Online (1997). Ultima Underworld: The Stygian Abyss (1992) ofreció una vista de 360° del mundo del juego. Ultima VII: The Black Gate (1992) fue el primer título en tiempo real en la serie y era completamente jugable con un ratón de computadora. Más tarde, Garriott abandonó Origin Systems y Electronic Arts para formar Destination Games, bajo el publicador NCsoft. Estuvo implicado en un número de juegos MMORPGs de NCsoft, incluyendo Lineage (1998) y Tabula Rasa (2007), antes de su partida en 2009.
La serie de Wizardry fue creada para la Apple II en 1981. Wizardry implementó una vista 3D en primera persona, una interfaz intuitiva, combate basado en partidas y niveles preconstruidos que alentaban a las personas a dibujar sus propios mapas. Permitía importar personajes de juegos previos, e introdujo una característica de alineamiento moral que limitaba las áreas que los jugadores podían visitar. La serie era extremadamente difícil si se comparaba con otros RPGs de ese tiempo, posiblemente porque fueron modelados a partir de juegos de rol de lápiz y papel de dificultad similar. Wizardry IV (1987), en particular, es considerado uno de los juegos CRPG más difíciles jamás creados. El único en que el jugador controla al villano del primer juego para intentar escapar de su prisión de la mazmorra y obtener la libertad en el mundo de arriba. Diferente a Ultima, que evolucionó con cada entrega, la serie Wizardry retuvo y refinó el mismo estilo y las mecánicas básicas a través del tiempo y mejoró solamente las gráficas y el diseño de los niveles mientras transcurrieron los años. Los títulos más famosos de las series no aparecieron hasta años posteriores, y las entregas fueron publicados en 2001. Se ha dicho que Wizardry VII (1992) posee uno de los sistemas de clases de personajes de cualquier CRPG.
Para junio de 1982, Temple of Apshai había vendido 30 000 copias, Wizardry 24 000 copias y Ultima 20 000. Ultima y Wizardry dominaron la industria a principios de los 80; un historiador escribió que «parecía que había muy poco oxígeno para cualquier otro; su seria competencia durante este periodo fue limitada de uno a otro. De otra manera solo había... derivados bien ejecutados» como Questron y Phantasie «que eran juegos para jugar mientras se esperaba el próximo Ultima o Wizardry». Incluso Garriott discutió en colaborar con Andrew C. Greenberg de Wizardry en «el más grande juego de rol de fantasía». El primer Wizardry pasó (más de 200 000 copias vendidas en sus primeros tres años) el primer Ultima y recibió mejores críticas, pero con el pasar del tiempo Ultima se convirtió en más popular gracias a que mejoró su tecnología e hizo los juegos más amigables, mientras que Wizardry requirió nuevos jugadores que jugaran el primer juego antes que sus dos primeras secuelas y el muy difícil Wizardry IV se vendió muy poco. 
Telengard, un puerto de BASIC del primer juego de PDP-10, DND, y Dungeons of Daggorath, fueron lanzados en 1982, introduciendo la jugabilidad en tiempo real. Los primeros juegos de mazmorras habían utilizado movimiento basado en turnos, en donde los enemigos solo se movían cuando el jugador lo hacía. Tunnels of Doom, producido en el mismo año, introdujo escenas separadas para la exploración y el combate. Dragon Quest es regularmente aclamado como el primer videojuego de rol producido para una consola, a pesar de que el periodista Joe Fielder cita el anterior Dragonstomper.

## Era Dorada (fines 80-principios 90)
La serie Might and Magic, popular en los 80 y posteriores, comenzó con el lanzamiento de Might and Magic Book One: The Secret of the Inner Sanctum en 1986 para la Apple II. Tiene un total de diez juegos, el más reciente fue lanzado en el 2014, de igual manera que la serie popular de estrategia Heroes of Might and Magic. La serie constaba de una mezcla de estadísticas complejas, un gran número de armas y hechizos y un gran mundo en donde jugar. Estuvo entre las series de CRPG que más vivieron, a lado de Ultima y Wizardry. También es notable por hacer que la raza y el género sean un aspecto importante de la jugabilidad.
La serie de Strategic Simulations, Inc. de Gold Box de CRPGs, la cual comenzó en 1988 con Pool of Radiance para la Apple II y Commodore 64, fue el primer videojuego oficial exitoso de una adaptación de las licencias y reglas de Advanced Dungeons & Dragons. Estos juegos constaban de una vista en primera persona para movimiento y exploración, combinado con una vista táctica para combate que intentaba modelar las mecánicas básicas de D&D. Conocido por producir juegos de guerra para computadora, SSI creó una de las series de defensa del periodo. Estos juegos dieron lugar a series de novelas y títulos continuaron siendo publicados hasta que el motor del videojuego fue retirado en 1993, aunque los usuarios que habían comprado Forgotten Realms: Unlimited Adventures podían crear sus propias aventuras y jugarlas utilizando el motor de videojuegos Gold Box. Los títulos posteriores fueron desarrollados por Stormfront Studios, que también produjeron Neverwinter Nights, una implementación de multijugador del motor Gold Box que corría en America Online de 1991 a 1997. Como la serie de Wizardry, los personajes podían ser importados de un juego a otro.
SSI ya había publicado muchos RPGs basados en propiedades originales. Su RPG "hardcore" Wizard's Crown (1985) presagió el diseño de los juegos de Gold Box, con partidas de ocho personajes, un sistema de experiencia en habilidades, mecánicas de combate muy detalladas, docenas de comandos, lesiones y sangrado, fortalezas y debilidades frente a las clases individuales de armas. Sin embargo, el juego no ofrecía mucho en términos de juego de rol o narrativa más allá de comprar, vender y matar. Wizard's Crown fue seguido por The Eternal Dagger en 1987, un juego similar que eliminó varios de los elementos más complicados de su predecesor.
Interplay Productions desarrolló una serie de éxitos en la forma de The Bard's Tale (1985) y sus secuelas bajo el publicador Electronic Arts, originales para la Apple II y Commodore 64. La serie se convirtió en la primera, aparte de Wizardry, en desafiar las ventas de Ultima. Combinó gráficos coloridos con una interfaz limpia y reglas simples y fue una de las primeras series de CRPG en alcanzar la audiencia de mainstreamers. Dio lugar a una serie de novelas de autores como Mercedes Lackey, algo que no sucedió hasta el lanzamiento de Diablo en 1997. La serie permitía a los jugadores explorar las ciudades a detalle, en un momento en el que muchos juegos se quedaban solo con simples menús de opciones para «comprar»/«vender». Un juego de construcción lanzado en 1991, permitía a los jugadores crear sus propios juegos, e Interplay reutilizó en su juego de CRPG postapocalíptico Wasteland.
El juego Dungeon Master (1987) de FTL Games para el Atari ST introdujo varias innovaciones de interfaces de usuario, como la manipulación directa de objetos y el entorno, utilizando el mouse. De manera inusual para la era, contó con la característica de tiempo real, vista en primera persona, ahora con en los videojuegos de disparos en primera persona y juegos más recientes como The Elder Scrolls IV: Oblivion. El sistema complejo de magia del juego utilizó runas que podían ser combinadas en secuencias específicas para crear hechizos mágicos. Estas secuencias no estaban detalladas en el manual del juego, se requería que los jugadores las descubrieran a través del método de prueba y error. Hubo secuelas en 1989 y 1993. Las mecánicas de primera persona y tiempo real fueron copiadas en la serie de Black Box de SSI, del Eye of the Beholder (1990) en adelante. Dungeon Master vendió 40 000 copias en su primer año de lanzamiento, y se convirtió en el título más vendido de la serie Atari ST.
Times of Lore, lanzado por Origin Systems en 1988, introdujo la fórmula de acción-aventura y videojuego de rol de acción de títulos de consolas como The Legend of Zelda al mercado americano de juegos de rol de computadora. Times of Lore se inspiró directamente en títulos posteriores de Origin Systems, incluyendo los juegos de 1990 Bad Blood, un juego de rol de acción basado en el mismo motor, y Ultima VI: The False Prophet, que utilizó la misma interfaz.
Quest for Glory (1992) fue producido por Sierra Entertainment, conocido por juegos de aventura de apuntar y hacer clic, combinado con mecánicas de CRPG y juegos de aventura, creando una mezcla única de géneros. La serie constó historias envolventes, acertijos complejos y combate tipo arcade. El último de sus cinco títulos fue lanzado en 1998. Originalmente fue concebido como una tetralogía construida alrededor de temas de los cuatro puntos cardinales, los cuatro elementos clásicos, las cuatro estaciones y las cuatro mitologías. Los diseñadores sintieron que la línea de historia de la serie hacía que Shadows of Darkness fuera demasiado difícil por lo que insertaron un quinto juego al canon, Wages of War,  y volvieron a numerar la serie.
Legends of Valour (1992) proporcionó un ejemplo temprano de un mundo abierto y jugabilidad no lineal en un RPG. Fue citado como una influencia de la serie The Elder Scrolls.
El juego de Betrayal at Krondor (1993), del desarrollador Sierra, fue basado en la serie de Midkemia del autor Raymond E. Feist. Constó de combate basado en turnos, combate semitáctico, un sistema de experiencia en habilidades y un sistema mágico similar al de Dungeon Master, pero sufrió debido a gráficos poligonales obsoletos. Feist fue consultado durante el desarrollo y más tarde creó su propia novela basado en el juego. La secuela Betrayal in Antara (1997) reutilizó el motor del primer juego pero, como Sierra había perdido su licencia de Krondor, tuvo lugar en un universo diferente. Return to Krondor (1998) utilizó un nuevo motor de videojuegos pero regresó al escenario de Feist.
La serie de Land of Lore (1993) de Westwood Studios tuvo un enfoque basado en la historia para el diseño del RPG. Sirvió como un "espejo" estilístico a los juegos de rol japoneses del momento, con colores brillantes, gráficos alegres, un sistema simple de combate tomado de Dungeon Master y una historia semi-linear. Estos elementos tuvieron contraste con los estereotipos de los juegos de rol occidentales que eran juegos oscuros, arenosos y reglas centradas.

## Decadencia (mediados-1990s)
Los juegos de rol occidentales se encontraron en decadencia cerca del año 1995 ya que los desarrolladores no pudieron ir a la par de los avances del hardware. Los RPG han estado a la vanguardia o cerca de la tecnología de los videojuegos, pero la mejora de las gráficas de las computadoras y el incremento del espacio de almacenamiento dado por los CD-ROM crearon expectativas que los desarrolladores lucharon para alcanzar. Esto causó largos retrasos entre lanzamientos, y cierres entre las franquicias más pequeñas. Unos años más tarde, una revista escribió que «durante la tregua de CRPG de mediados de los noventa las mazmorras más difíciles fueron los pozos sin fondo de los diseños fallidos y las más feroces bestias fueron los lanzamientos mortalmente aburridos de los CRPG».
Los aumentos en los presupuestos de desarrollo y el tamaño de los equipos, produjeron que las secuelas tomaran tres o más años en ser lanzadas, en lugar de los lanzamientos casi anuales vistas en la serie de Gold Box de SSI. El crecimiento de los equipos de desarrollo incrementó la posibilidad de que los errores de software apareciesen ya que el código producido por programadores trabajando en equipos distintos era juntado en uno mismo. La falta de estándares técnicos entre los productores de hardware forzó a los desarrolladores a apoyar cada implementación de los productores, o arriesgarse a perder jugadores.
La competición surgió con otros géneros. Los jugadores se fueron de los RPGs, simuladores de vuelo y juegos de aventura a favor de los títulos orientados a la acción, como juegos de disparos en primera persona y juegos de estrategia en tiempo real. Los RPGs posteriores tendrían influencias de los géneros de acción, pero tendrían nuevos retos en la manera de videojuegos de rol multijugador masivo en línea (MMORPG por sus siglas en inglés), una tendencia de finales de los 90 había hipnotizado a los jugadores lejos de los juegos de RPG de un jugador. También tuvieron competencia de los juegos japoneses de rol, que habían comenzado a dominar en el momento, por razones como que eran más accesibles, jugabilidad de acción y aventura más rápida, y un énfasis más fuerte en cómo se cuenta la historia y las interacciones con los personajes.
Los RPG occidentales cambiaron después de este periodo. A los personajes no jugables (NPC por sus siglas en inglés) se les daba más diálogo, el tamaño de las partidas se volvió más pequeño, como en Fallout y el combate se volvió más rápido como en Diablo. Los juegos se volvieron más accesibles. Se sentían más cinemáticos que novelísticos y se concentraron en un solo personaje que progresaba en el juego. Los videojuegos se volvieron más oscuros y con temas más consistentes. Los diseñadores abandonaron o retomaron algunos elementos de los títulos de 8-bits o 16-bits. Diablo, por ejemplo, tuvo un estilo gótico en la serie y la serie The Elder Scrolls quitaron a sus personajes de gatos y reptiles y los cambiaron por personajes más reconocibles como Elfos Oscuros y Nórdicos.

## Juegos de rol norteamericanos para computadora (finales de los 90)

### Diabloy Juegos de acción de rol
El RPG oscuro y de fantasía, Diablo, fue lanzado por Blizzard Entertainment el 31 de diciembre de 1996 en medio del estancamiento del mercado de los RPGs para PC. Diablo ocurre en un reino ficticio llamado Khanduras, en el mundo de Sanctuary y el jugador toma control de un héroe que pelea para deshacerse del mundo de Diablo, el Señor del Terror. Su desarrollo fue influenciado por Moria y Angband, y Diablo se asemeja a un roguelike debido a su enfoque en juego de mazmorras y su generación de procedimientos de niveles. Diferencias más grandes incluyen la calidad comercial de los gráficos del juego, el desarrollo simple del personaje y su acción rápida y en tiempo real. Un factor en el éxito de Diablo fue su soporte para jugar en línea, jugar de manera colaborativa en una red de área local o a través del servicio en línea de Battle.net. Esto extendió su valor de volver a jugarlo, aunque el hacer trampa era un problema. Mientras que no era el primer RPG en tener combate en tiempo real, el efecto de Diablo en el mercado fue significante, un reflejo de los cambios que tomaron lugar en otros géneros posteriores de títulos de acción, Doom y Dune II. Tenía muchos imitadores y su fórmula simple, combate rápido y el poder volver a jugarlo, fueron utilizados por lo que se conoció como «clones de Diablo» y los ´RPGs de acción" más generales.
Los juegos de rol de acción, típicamente dan el control de un personaje en tiempo real a cada jugador. El combate y la acción son enfatizados, mientras que la trama y la interacción del personaje son mínimas. La inclusión de cualquier contenido más allá de subir de nivel y matar enemigos, se convierte en un reto en estos juegos llamados hack and slash, porque el número de objetos, ubicaciones y monstruos hacen difícil el diseño de un encuentro que sea único y funcione sin importar de las características del personaje. Por otro lado, un juego que omite la profundidad técnica puede parecer demasiado simplificado. El resultado en cualquier caso es una experiencia repetitiva que no se siente adaptada por el jugador.
Los RPGs pueden sufrir en el área de exploración. Los RPGs tradicionales apoyan la exploración de cada detalle del mundo del juego y proveen una experiencia más natural en donde los NPCs son distribuidos de acuerdo a la lógica interna del mundo o la trama. Los juegos de acción dan premios a los jugadores por el movimiento rápido de lado a lado y tienden a asegurarse que no hayan obstáculos a lo largo del camino. Juegos como Mass Effect simplifican los movimientos del jugador a lo largo del mundo indicando con cuales NPCs se pueden interactuar y haciendo más sencillo el que los jugadores puedan encontrar ubicaciones y tiendas o comerciantes con los que se puedan intercambiar objetos por dinero o bienes. Algunos de las mejores características de los RPGs se pueden perder cuando estos caminos son eliminados a favor de la simplificación de la experiencia del jugador.
Un juego de acción de rol que evitó estas limitaciones es Deus Ex (2000), que ofreció múltiples soluciones a los problemas a través de opciones de diálogos, un árbol de habilidades y ambientes hechos a mano. Los jugadores fueron desafiados a actuar en el personaje a través de opciones de diálogos apropiadas a su rol escogido y por un uso del ambiente que los rodea. Esto produjo una experiencia única que fue adaptada por cada jugador.
Diablo fue seguido por el paquete de expansión Diablo: Hellfire en 1997, una secuela, Diablo II, en el año 2000. Diablo II recibió su propia expansión, Diablo II: Lord of Destruction, en el 2001. Las guías de estrategias de Diablo, Diablo II y Diablo II: Lord of Destruction son vendidas juntas como el Cofre de Batalla de Diablo, si siguen siendo vendidos después de una década. Un tercer juego, Diablo III, fue anunciado el 28 de junio del 2008 y fue lanzado el 15 de mayo de 2012. Ejemplos de los «clones de Diablo» son Fate (2005), Sacred (2004), Torchlight (2009), Din's Curse (2011) and Hellgate: London (2007). Al igual que Diablo y Rogue, antes que ellos, Torchlight, Din's Curse, Hellgate: London y Fate utilizaron la generación procesal para crear nuevos niveles de juego de manera dinámica.

### Interplay, BioWare y Black Isle
Interplay, conocido como Interplay Entertainment y un publicador en su propio derecho, produjo muchos títulos de RPG a finales de los años 90 a través de dos nuevos desarrolladores, Black Isle Studios y BioWare. Black Isle lanzó Fallout (1997) el cual tuvo lugar en una historia alterna de América después de un holocausto nuclear. Uno de los pocos RPGs de los finales de los años 90 que fue exitoso y que no involucraba espadas y magia, Fallout fue notable por su jugabilidad abierta, no lineal y sistema de misiones, sentido de estilo y de humor. A los jugadores se les dio muchas opciones morales para dar forma al mundo basado en cómo los NPCs reaccionaban al jugador, parecido al original Ultima. Fallout fue casi igual de influyente que Ultima en su momento y es considerado por algunos como el primer CRPG moderno. Black Isle produjo una secuela, Fallout 2, en el año 1998. 
La serie de Baldur's Gate de BioWare no era menos importante, la serie D&D lanzada más significante desde la era de Gold Box. Los juegos crearon la simulación de D&D más precisa y profunda hasta la fecha y soportaban hasta seis jugadores en modo cooperativo. Baldur's Gate (1998) proporcionó una historia épica con los seguidores de NPC y diálogo escrito que continuó hasta ambos títulos y dos paquetes de expansión. Black Isle produjo poco después una serie más orientada al combate, llamada Icewind Dale.
El aclamado título D&DI, Planescape: Torment, fue desarrollado por Black Isle y publicado por Interplay en 1999 y se volvió conocido por su humor, arte y escritura extensiva Los juegos de Fallout, Planescape: Torment y particularmente, Baldur's Gate de Interplay, son considerados por críticos como algunos de los mejores RPGs jamás creados.
Los juegos de Black Isle durante este periodo de tiempo normalmente compartían motores de videojuegos para acortar el tiempo de desarrollo y el costo y la mayoría tenía una interfaz en primera persona proyectada de manera axonométrica. Sus títulos, aparte de los dos juegos de Fallout, utilizaron varias versiones del Motor Infinity que había sido desarrollado por BioWare para el Juego Baldur's Gate. El colapso de Interplay resultó en el cierre de Black Isle y la cancelación de los terceros juegos, en las series de Fallout y Baldur's Gate, de igual manera para el título original, Torn. En lugar de ello, publicaron un trío de juegos de acción de RPG para consolas basados en las dos franquicias: Baldur's Gate: Dark Alliance (2001), Baldur's Gate: Dark Alliance II (2004) y Fallout: Brotherhood of Steel (2004). Uno de los últimos CRPGs lanzados antes de que Interplay dejase de existir fue el mal recibido Lionheart: Legacy of the Crusader (2003) por el desarrollador Reflexive Entertainment, notable por utilizar el sistema SPECIAL introducido en Fallout.
Interplay anunció en el 2008 que el dinero de su venta de la propiedad intelectual de Fallout a Bethesda Softworks y la venta de sus intereses de control a una firma de Luxemburgo se utilizarían para el relanzamiento de su estudio de desarrollo. El plan era desarrollar la Consola Virtual de Wii y versiones de secuelas de algunas series clásicas para consolas, incluyendo Baldur's Gate: Dark Alliance and Earthworm Jim. Un juego multijugador masivo en línea basado en la franquicia de Fallout ha estado en desarrollo, un proyecto por el que Interplay retuvo los derechos de creación, a pesar de que Bethesda ha presentado varias acciones de cesación contra Interplay para tratar de prevenir esto. El desarrollo del juego está en pausa, pendiente del resultado de la disputa.

## Resurgimiento (2000-presente)
El nuevo siglo vio un incremento de lanzamientos para varias plataformas. El movimiento a los motores de videojuegos en 3D, junto con las mejoras constantes en la calidad de los gráficos, dio lugar a mundos progresivamente realísticos y detallados.
BioWare Produjo Neverwinter Nights (2002) para el Atari, el primer CRPG en fusionar las reglas de la tercera edición de Dungeons & Dragons con un display en 3D en donde el usuario podía variar el ángulo y la distancia de la vista. Se podía generar nuevo contenido de juegos utilizando la herramienta Aurora otorgada como parte del lanzamiento del juego y los jugadores podían compartir sus módulos y jugar de manera cooperativa con amigos en línea. Basados en parte en las experiencias mientras se jugaba Ultima Online, uno de los objetivos durante el desarrollo fue el reproducir el sentimiento de una experiencia de RPG de lápiz y papel completa con un Dungeon Master. Neverwinter Nights (NWN) fue muy exitoso comercialmente y tuvo tres paquetes de expansiones, una secuela desarrollada por Obsidian Entertainment. Más tarde, BioWare produjo el aclamado Star Wars: Knights of the Old Republic, el cual comenzó la relación del sistema d20 con la franquicia de Star Wars; de igual manera con los títulos originales Jade Empire (2005), Mass Effect (2007), Dragon Age: Origins (2009), Mass Effect 2 (2010) y Dragon Age II (2011), los cuales todos fueron lanzados para múltiples plataformas.
Durante la producción de Fallout 2, algunos miembros clave de Black Isle dejaron el estudio para formar Troika Games, citando desacuerdos con la estructura del equipo de desarrollo. El primer título del nuevo estudio fue Arcanum: Of Steamworks and Magick Obscura (2001), un original, no lineal, con un tema de steampunk juego de RPG con elementos de fantasía. Muchos diseñadores de Arcanum trabajaron en Fallout y los dos títulos comparten un sentido de ironía y humor. Arcanum fue seguido de The Temple of Elemental Evil (2003), basado en las reglas de la edición 3.5 de Dungeons & Dragons y dieron lugar al universo de Greyhawk; y el juego Vampire: The Masquerade – Bloodlines (2004), basado en la novela Vampire: The Masquerade escrita por White Wolf. los tres juegos recibieron críticas positivas —igual un culto seguidor en el caso de Arcanum— pero fueron criticados por tener muchos bugs. La reputación de Troika se convirtió en «Grandes Ideas, Sin Pruebas Suficientes» y para el año 2005 el estudio tenía problemas financieros y no fueron capaces de conseguir fondos para crear más títulos. La mayoría de los desarrolladores se fueron a otros estudios.
Cuando Black Isle cerró, muchos empleados formaron Obsidian Entertainment, quienes lanzaron Star Wars: Knights of the Old Republic II – The Sith Lords (2005), una secuela al exitoso Star Wars: Knights of the Old Republic de BioWare. Más tarde Obsidian creó otra secuela del juego Neverwinter Nights 2, también de BioWare, que fue lanzado en el Halloween de 2006 y tenía las reglas de la edición 3.5 de D&D. Fue seguido de dos expansiones y un paquete de aventura, en el 2007 y 2008. Obsidian Entertainment empezó el desarrollo de un RPG basado en la franquicia de películas de Alien en el 2006, pero fue cancelada, junto con un título original con el nombre de Seven Dwarves. Los RPGs más recientes de Obsidian son Alpha Protocol (2010), un thriller moderno de espías lanzado para múltiples plataformas y Fallout: New Vegas (2010). La compañía lanzó Dungeon Siege III el 17 de junio del 2011.
Las series Gothic, por el desarrollador alemán Piranha Bytes, comenzaron con su primer título en 2001. Aclamado por su compleja interacción con personajes de otros juegos y gráficos atractivos, fue criticado por su difícil esquema de control y sus altos requerimientos de sistema. El tercer juego fue notable, particularmente por «un montón de misiones», que necesitaban de exploración, combate cercano, pero también por sus altos requerimientos de sistema, sentimiento de no terminado y una actuación de voz atroz. Piranha Bytes se separó del publicador JoWood Productions en el 2007 y debido a un contrato entre las dos compañías, JoWooD retuvo algunos derechos del nombre Gothic y de juegos lanzados en el momento y a futuro bajo la marca registrada. Piranha Bytes han desarrollado desde entonces Risen, con el publicador Deep Silver. Un cuarto juego para la serie Gothic, esta vez por el desarrollador Spellbound Entertainment, fue lanzado por JoWood en el 2010. Los derechos de la serie Gothic pueden dar marcha atrás al lanzamiento de Risen II.

### Bethesda
Bethesda Softworks ha desarrollado RPGs desde 1994, en su propia serie The Elder Scrolls. Daggerfall (1996) es notable como un RPG en 3D de primera persona con un mundo expansible. La serie tomó la atención de la jugabilidad de sandbox, la cual otorga al jugador varias opciones que no están relacionadas con la historia principal del juego. La serie de The Elder Scrolls fue vista como una alternativa a «los juegos basados en una historia y muy lineales» que dominaron el género de RPG de computadora en el momento, y la libertad de la serie de jugar comparaciones inspiradas en Grand Theft Auto III. De acuerdo a Todd Howard, «creo que Daggerfall es uno de esos juegos que las personas se pueden proyectar en el juego. Hace muchas cosas y permite muchos estilos de juego que las personas puedan imaginar fácilmente qué tipo de persona quieren ser dentro del juego».
La popularidad de la serie explotó con el lanzamiento de The Elder Scrolls III: Morrowind (2002), para el Xbox y la PC. Morrowind se convirtió en un RPG exitoso y ganador de premios debido a su juego abierto, mundo muy enriquecido y detallado, la flexibilidad del creación del personaje y avance en el mismo. Dos expansiones fueron lanzadas: Tribunal en el 2002 y Bloodmoon en el 2003. The Elder Scrolls IV: Oblivion (2006), lanzado para el Xbox 360, PlayStation 3 y para la PC, fue una secuela mejorada que constaba de guiones de comportamiento de los NPCs, gráficos significativamente improvisados y la primera introducción de la compañía a las microtransacciones, una tendencia reciente en el mercado de RPGs occidentales. Dos paquetes de expansiones, Shivering Isles y Knights of the Nine, fueron desarrollados, igual que muchos paquetes descargables más pequeños que costaban entre 1 y 3 dólares cada uno. El sucesor inmediato de Oblivion, The Elder Scrolls V: Skyrim, fue lanzado el 11 de noviembre del 2011 y sigue siendo uno de los más exitosos y favorablemente criticados RPGs (o videojuegos en general) a la fecha.
La decisión de Interplay de abandonar los planes de Fallout 3 y la subsecuente adquisición de Bethesda de la marca Fallout creó un encuentro de emociones entre las comunidades de aficionados de la serie. Bethesda lanzó Fallout 3 en América del Norte el 28 de febrero de 2008, con gran éxito en las críticas, y el juego fue seguido de cinco paquetes de contenido. La secuela Fallout: New Vegas, creada por Obsidian Entertainment, utilizó el mismo motor que Fallout 3 y fue lanzado, con críticas mayormente favorables en el 2010.

### Consolas de videojuegos y títulos de multiplataforma
Los lanzamientos para multiplataformas eran comunes en los primeros días de los RPGs, pero hubo un periodo durante los años 90 que éste no era generalmente el caso. La sexta generación de consolas de videojuegos dieron paso a que muchos desarrolladores reanudaran esta práctica y algunos optaron desarrollaron principal o exclusivamente para las consolas. La combinación de las tecnologías de Xbox y DirectX tuvieron popularidad debido a las similitudes de las dos arquitecturas, igual que sus herramientas comunes de programación. Los activos de multimedia y arte, que tienen una mayor proporción del fondo que en el pasado, son transferibles entre las plataformas.
Esto afectó muchos lanzamientos de RPGs para PC, principalmente a la exclusividad de consolas de publicar títulos con Microsoft. El juego de Star Wars: Knights of the Old Republic de BioWare, fue desarrollado principalmente para el Xbox y exportado a la PC varios meses después. Su propiedad intelectual original, Jade Empire (2005) también fue una exclusiva de Xbox, y no recibió una edición de Windows hasta Jade Empire - Special Edition (el cual incluía contenido adicional) que fue lanzado el 26 de febrero de 2007. La secuela de KOTOR, Obsidian, fue lanzada el diciembre del 2004 para el Xbox y seguido por una versión de PC en febrero de 2005 y Fable (2004) de Lionhead Studios recibió una versión de PC junto a con su relanzamiento como Platinum Hit en 2005. 
Secuelas de la mayoría de los títulos anteriores también fueron desarrollados para las consolas de la siguiente generación, incluyendo el juego de Fable II (2008) de Lionhead y Fable III (2010). Las series de Fallout y Baldur's Gate de los RPGs de PC surgieron también para consolas, títulos de acción estilo Diablo para el PS2 y el Xbox y sus respectivas series de PC terminaron. El juego de Oblivion de Bethesda fue lanzado simultáneamente para consola y PC, pero fue considerado como un lanzamiento mayor del Xbox 360 y PlayStation3. BioWare continúa produciendo títulos de RPG para el Xbox 360, como Mass Effect (2007) y Mass Effect 2 (2010).
El cambio de enfoque de la plataforma de PC a las consolas ha sido criticado, debido a las concesiones necesarias para adaptar los juegos a las interfaces alteradas y sistemas de control, de igual manera para satisfacer una demografía más grande. EL desarrollador Josh Sawyer lamenta el rechazo de RPGs para PC de alto rendimiento y afirma que el colapso de Troika Games significaba que «no existen desarrolladores puros de CRPG» fuera de las compañías pequeñas como Spiderweb Software. Otras críticas incluyen el incremento del énfasis en la calidad del video y las voces, su efecto en los fondos de desarrollo y calidad del diálogo ofrecido. BioWare era considerado como el «salvador» de la decadencia a mediados de los años 90 de los RPGs occidentales, pero su prometedora serie de Mass Effect ahora tiene un estilo de escritura de novela y otras convenciones de los RPGs occidentales, a favor del estilo de cinemática y acción en línea recta de los RPGs japoneses de consolas y otros géneros de videojuegos. Estos cambios alzaron el debate si juegos como Mass Effect y sus secuelas son realmente RPGs. Por otro lado, el éxito de BioWare ha sido atribuido al haber podido «mezclar exitosamente las mecánicas occidentales con las interacciones de los personajes al estilo japonés».
Ha habido cambios más sutiles fuera de las grandes influencias de Dungeons & Dragons que existieron en los años 80 y 90. Los juegos eran originalmente atados a las mecánicas básicas del sistema como tirar los dados y combate táctico por turnos, pero ahora se están moviendo en la dirección de modos en tiempo real, mecánicas simples e interfaces basadas en habilidades. Por sí mismo, Dungeons & Dragons se está apartando de sus raíces, como las reglas de la 4ta edición de D&D han sido comparadas con juegos de rol como World of Warcraft y Fire Emblem. Aunque algunos juegos que no son RPGs adopten algunos de sus elementos, desarrolladores y publicadores están preocupados que el término «juego de rol» podría alejar a los jugadores que no juegan RPGs.
El desarrollo para múltiples plataformas es rentable, pero difícil. Las optimizaciones que se necesitan para la arquitectura de una plataforma no se transmite necesariamente a otras. Plataformas individuales como Sega Genesis y el PlayStation 3 son difíciles de desarrollar en ellos comparados con sus competidores y los desarrolladores no se han acostumbrado a nuevas tecnologías como procesadores multinúcleos y hyperthreading. Lanzamientos de multiplataformas están incrementando de manera común, pero no todas las diferencias entre ediciones o múltiples plataformas puedes ser explicadas solo por el hardware, y quedan franquicias incondicionales que existen solo en un sistema. Los desarrolladores para nuevas plataformas, como teléfonos celulares, no tienen que operar bajo la presión de un fondo de 20 millones de dólares y el escrutinio de los expertos de marketing de los publicadores.

### Juegos Independientes y estudios de juegos europeos

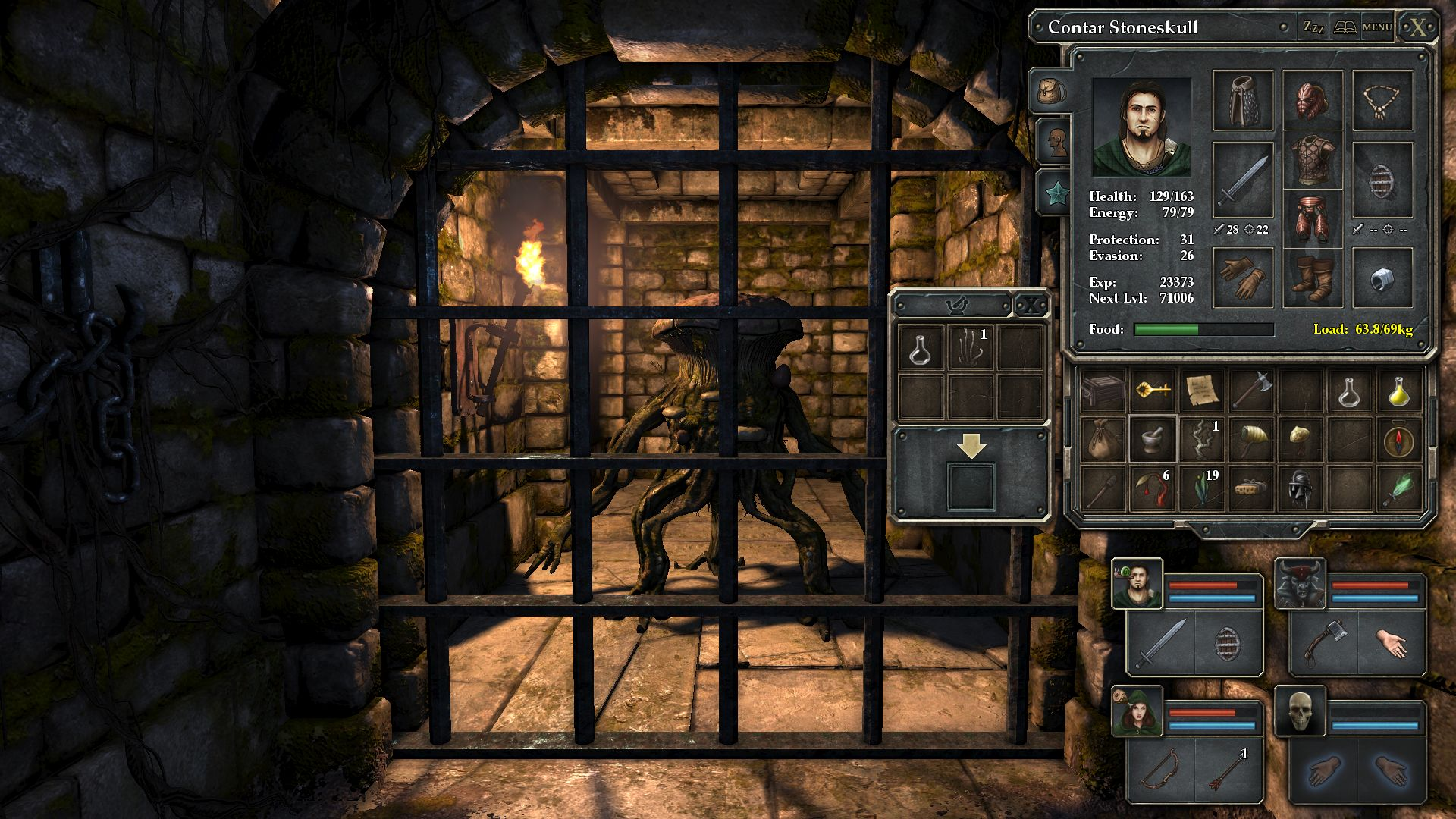
Una toma de pantalla dentro del juego de Legend of Grimrock, un juego de mazmorras en tiempo real, vista de primera persona en el estilo de Dungeon Master.

Las habilidades técnicas requeridas para hacer videojuegos modernos y las altas expectativas de los jugadores hacen que sea difícil para los desarrolladores independientes impresionar a las audiencias, al grado que los grandes desarrolladores con grandes fondos y equipos de desarrollo son capaces de hacerlo, pero la innovación y calidad no tienen que disminuir. Europa y Alemania en particular, sigue siendo más receptivo a los exclusivos de PC y, en general, a los más antiguos y decisiones de diseño más hardcore. Como la industria del cine, el escenario de los juegos independientes tienen un rol crucial en formular nuevas ideas y conceptos que los desarrolladores principales y departamentos de ventas, atrapados en sus maneras originales, pueden ser considerados imprácticos o muy radicales. Los videojuegos independientes pueden proveer más tiempo de desarrollo y esfuerzo mientras que las grandes empresas están limitadas por los gastos y expectativas de voz y gráficos avanzados. Los desarrolladores independientes pueden ser exitosos si se concentran en los nichos de mercado.
El nuevo milenio vio un gran número de RPG publicados de manera independiente para la PC, de igual manera varios CRPGs desarrollados en Europa y otros lugares más al Este, lo que causó que Europa del Este fuera llamada «la fuente del desarrollo de RPG» en los años recientes . Algunos ejemplos de RPGs producidos de manera independiente son las series de Geneforge (2001-2009) y Avernum (2000-2010) de Spiderweb Software, el juego Pyrrhic Tales: Prelude to Darkness (2002) de Zero Sum Software, Eschalon: Book I (2007) y Book II (2010) de Basilisk Games, Depths of Peril (2007) y Din's Curse (2010) de Soldak Entertainment y Knights of the Chalice (2009). Ejemplos de RPGs del centro y este de Europa, incluyen la serie Divinity del desarrollador belga, Larian Studios, empezando con Divine Divinity (2002); el desarrollador ruso Nival Interactive con la serie táctica de RPGs como Silent Storm (2003); el desarrollador alemán Ascaron Entertainment con la serie de acción de RPG Sacred, con juegos como Sacred (2004); el desarrollador polaco CD Projekt RED con los juegos The Witcher (2007), The Witcher 2: Assassins of Kings (2011), The Witcher 3: Wild Hunt (2015) y otro desarrollador polaco llamado Reality Pump con el juego Two Worlds (2007) y Two Worlds 2 (2010). Juegos híbridos de RPGs incluyen el desarrollador ruso Elemental Games con los juegos Space Rangers (2002) y Space Rangers 2: Dominators (2004), el desarrollador ucraniano GSC Game World con el juego híbrido de RPG y disparos en primera persona S.T.A.L.K.E.R.: Shadow of Chernobyl (2007), y el desarrollador turco TaleWorlds con el híbrido de RPG y simulador de combate medieval, Mount & Blade (2008).
El estudio de desarrollo independiente Almost Human lanzó el juego Legend of Grimrock, un juego inspirado en Dungeon Master en 2012. Un relanzamiento de la serie abandonada de mazmorras, fue un éxito comercial que llegó a lo más alto de la «lista de más vendidos» de Steam en abril de 2012. Existen ejemplos en donde desarrolladores que dejan los grandes estudios para formar sus propias empresas, casas de desarrollo independientes. Por ejemplo, en 2009, un par de desarrolladores dejaron Obsidian para formar DoubleBear Productions y empezaron el desarrollo de un RPG posapocalíptico de RPG, Dead State, usando el motor de videojuegos del juego The Age of Decadence de Tower Studios. Tres empleados dejaron BioWare en 2012 para formar Stoic Studio y desarrollaron el RPG táctico The Banner Saga (TBA). Dead State y The Banner Saga son apoyados en parte por el público a través del sitio web para recaudar fondos Kickstarter, una tendencia reciente en el desarrollo de videojuegos independientes.